# Паспорт гражданина Азербайджана

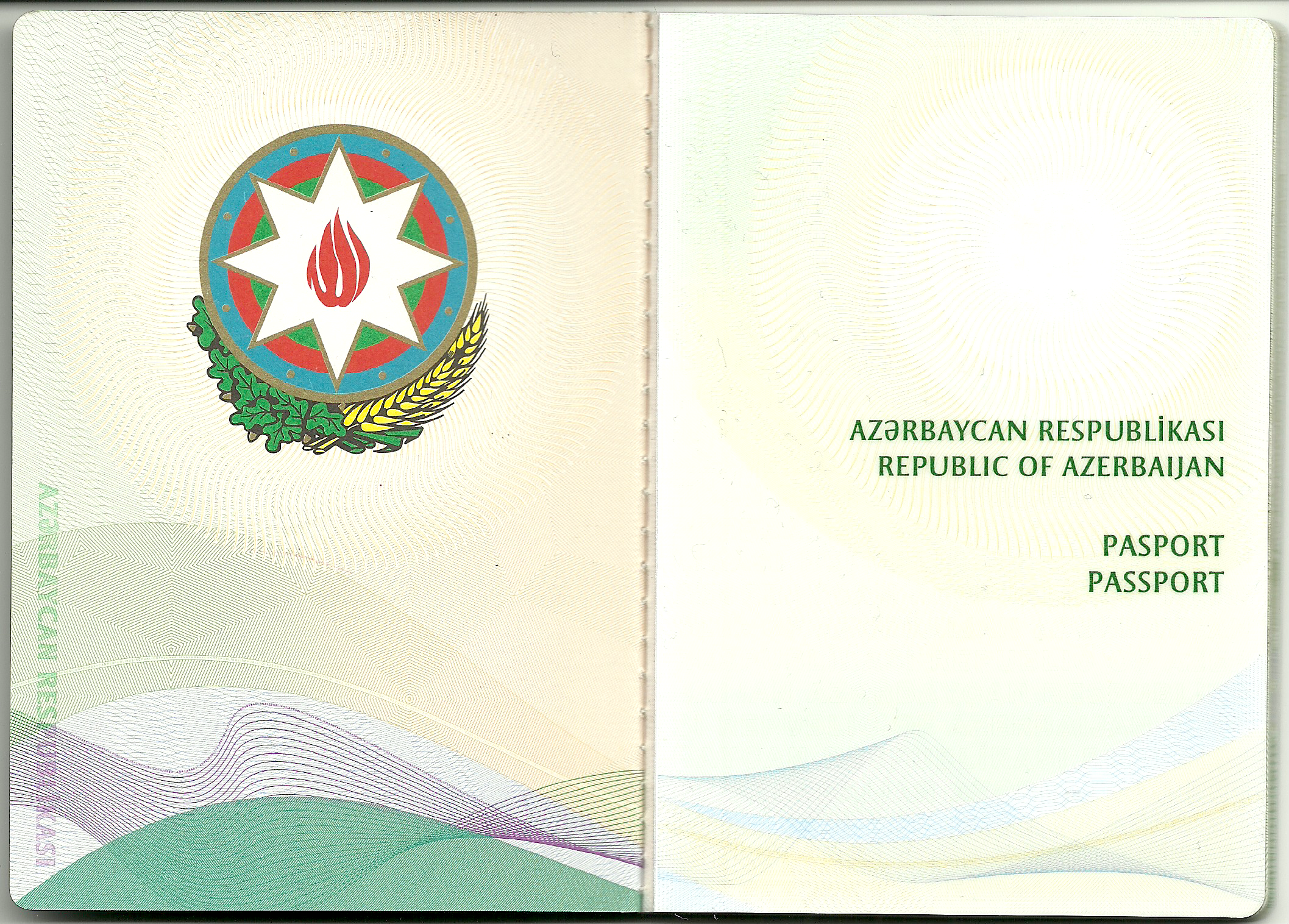
Первая страница биометрического паспорта гражданина Азербайджана

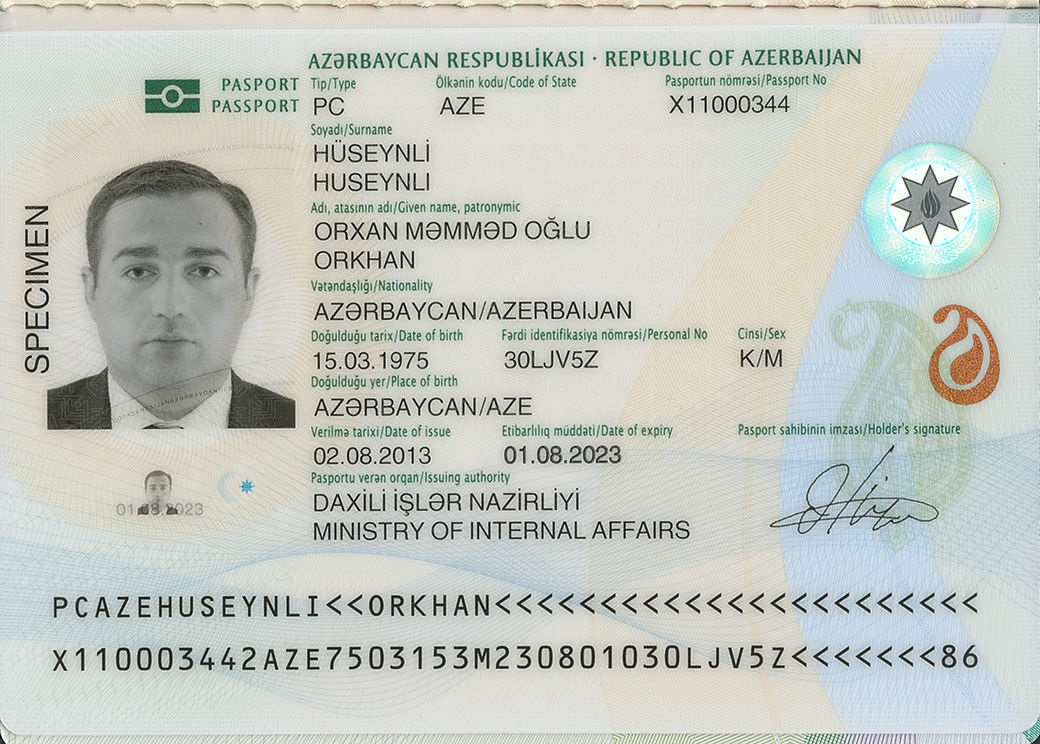
Страница идентификации биометрического паспорта гражданина Азербайджана

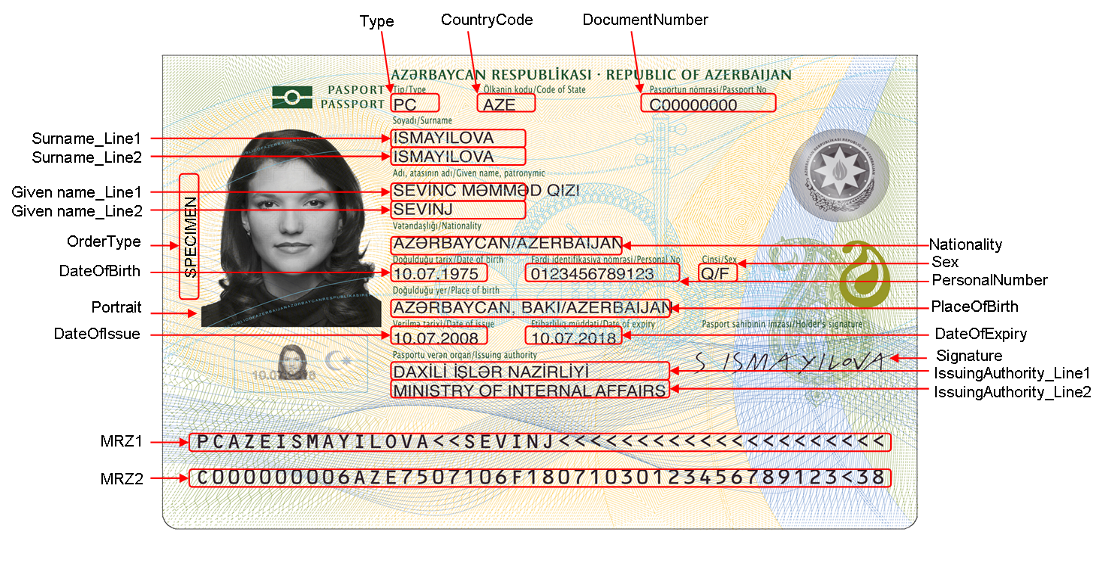
Описание страницы данных азербайджанского биометрического паспорта

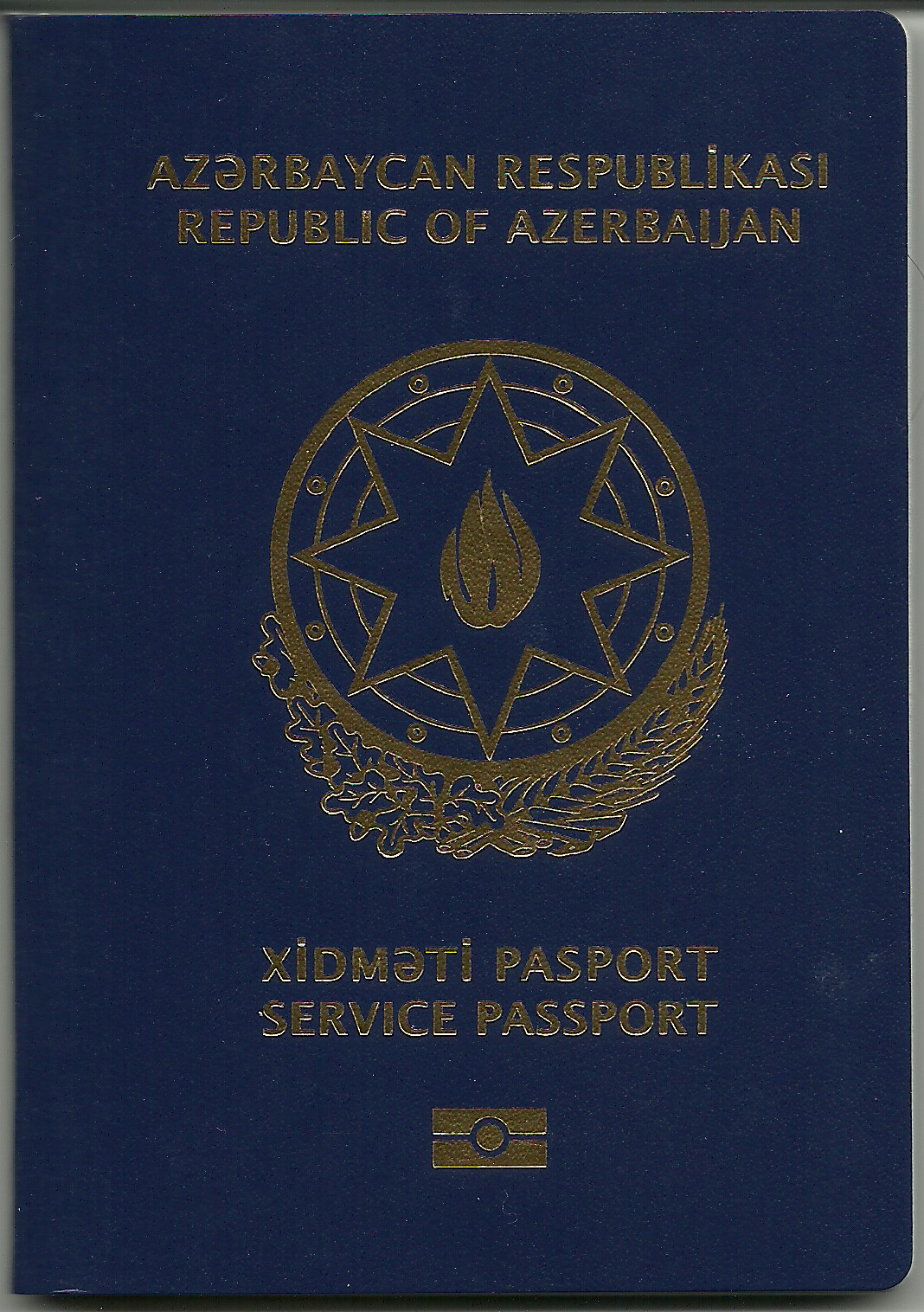
Лицевая сторона обложки служебного паспорта Азербайджана

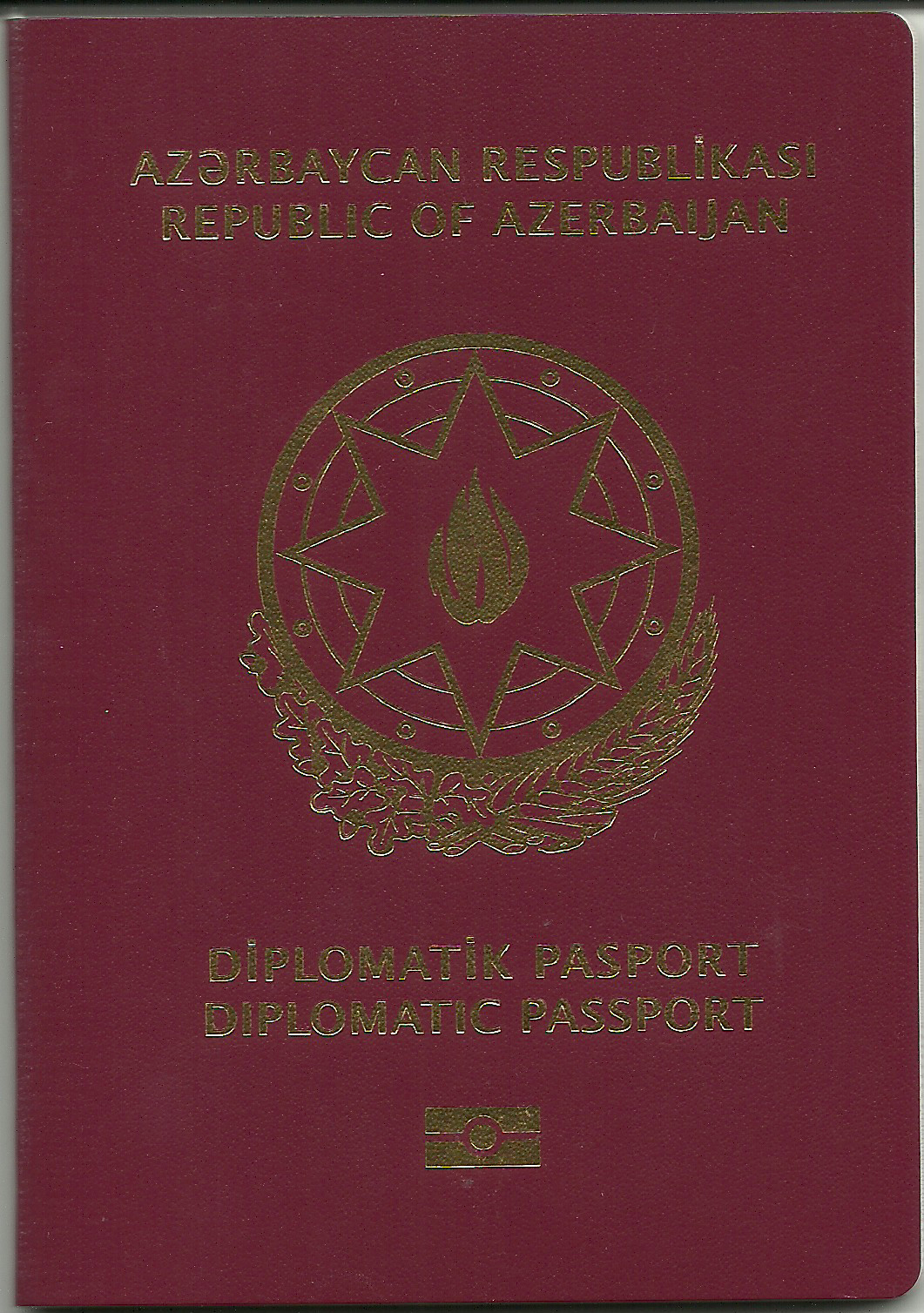
Лицевая сторона обложки дипломатического паспорта Азербайджана

Паспорт гражданина Азербайджана (азерб. Azərbaycan pasportu) — официальный документ, выдающийся гражданам Азербайджанской Республики. Паспорт гражданина Азербайджана используется для посещения других стран. Срок действия — 10 лет. Введён с 1 сентября 2013 года согласно Указу Президента Азербайджанской Республики от 17 июля 2012 года. Паспорт является биометрическим. Биометрические данные гражданина записываются в RFID-чип, вшитый в страницу идентификации биометрического паспорта. В паспорте 50 внутренних страниц, для виз и специальных печатей. Данные гражданина написаны на азербайджанском и английском языках. Общегражданский паспорт выдается МВД Азербайджана и Службой «ASAN». Служебный и дипломатический паспорта выдаются Консульским отделом МИД Азербайджана. Обычные (не биометрические) паспорта, выданные гражданам до 1 сентября 2013 года, будут действительны наряду с биометрическими паспортами до окончания срока действия обычного паспорта (последний срок 1 сентября 2023 года).

## Визовые требования для обладателей
По данным на четвертый квартал 2020 года, общегражданский заграничный паспорт Азербайджана давал право въезда в 67 стран без предварительного получения визы для краткосрочных визитов (73 место в мире согласно Индексу паспортов).

## Процесс получения
Срок изготовления паспорта в зависимости от суммы государственной пошлины составляет десять (60 манат для совершеннолетних), пять (120 манат для совершеннолетних) или один (210 манат для совершеннолетних) рабочий день.
Срок действия паспортов для детей в возрасте до 1 года — один год, для детей с 1 года до 3 лет — продолжительностью до трёх лет, с 3-летнего возраста до 18 лет — сроком на пять лет, а для лиц в возрасте от 18 лет и старше — на десять лет.

## Внешний вид
Общегражданский паспорт темно-зелёного цвета, с надписью (азерб. Azərbaycan Respublikası) «Republic of Azerbaijan» и (азерб. Pasport) «Passport» на азербайджанском и английском языках.  
Служебный паспорт темно-синего цвета, с надписью (азерб. Azərbaycan Respublikası) «Republic of Azerbaijan» и (азерб. Xidməti Pasport) «Service Passport» на азербайджанском и английском языках.  
Дипломатический паспорт темно-красного цвета, с надписью (азерб. Azərbaycan Respublikası) «Republic of Azerbaijan» и (азерб. Diplomatik Pasport) «Diplomatic Passport» на азербайджанском и английском языках. 
В центре обложки паспортов золотистым цветом нанесён Герб Азербайджана. Символ биометрических паспортов, оповещающий о наличии RFID-чипа внутри документа, располагается в самом низу обложки.  
Паспорта изготавливаются на азербайджанском и английском языках. Размер паспортов составляет 88×125 мм, состоят из 4 лицевых и 50 внутренних страниц. На 50-й странице содержится штрих-код, соответствующий номеру паспорта. 
На внутренней части обложки служебного и дипломатического паспорта на азербайджанском и английском языках отпечатано обращение МИД Азербайджана к соответствующим органам с просьбой в необходимых случаях оказать помощь предъявителю данного паспорта. В дипломатическом паспорте также отмечена просьба к соответствующим органам в беспрепятственном пересечении границы обладателю данного паспорта. . 

### Страница идентификации
Азербайджанский биометрический паспорт включает следующую информацию:
- Чёрно-белая фотография владельца;
- Тип (PC — общегражданский паспорт, PS — служебный паспорт, PD — дипломатический паспорт);
- Код выдавшего государства (AZE);
- Номер паспорта;
- Фамилия;
- Имя;
- Гражданство (Azerbaijan);
- Дата рождения (ДД.ММ.ГГГГ);
- Пол (M/F);
- Место рождения;
- Дата выдачи (ДД.ММ.ГГГГ);
- Дата истечения срока действия (ДД.ММ.ГГГГ);
- Персональный номер (универсальный семизначный PIN-код гражданина);
- Место выдачи;
- Подпись владельца (только совершеннолетних лиц).

Страница информации о владельце заканчивается зоной машиночитаемого кода MRZ, начинающегося с: 
- PCAZE (общегражданский паспорт).
- PSAZE (служебный паспорт).
- PDAZE (дипломатический паспорт).

RFID-чип содержит ту же информацию, которая изображена на странице идентификации биометрического паспорта, а также цветную биометрическую фотографию, данные об отпечатках пальцев владельца (только совершеннолетних лиц), электронное изображение подписи владельца паспорта (только совершеннолетних лиц), и электронный сертификат организации, выдавшей паспорт.  Электронный сертификат соответствует требованиям стандарта İSO CC EAL 5+ .

## Галерея
Исторические паспорта Азербайджана

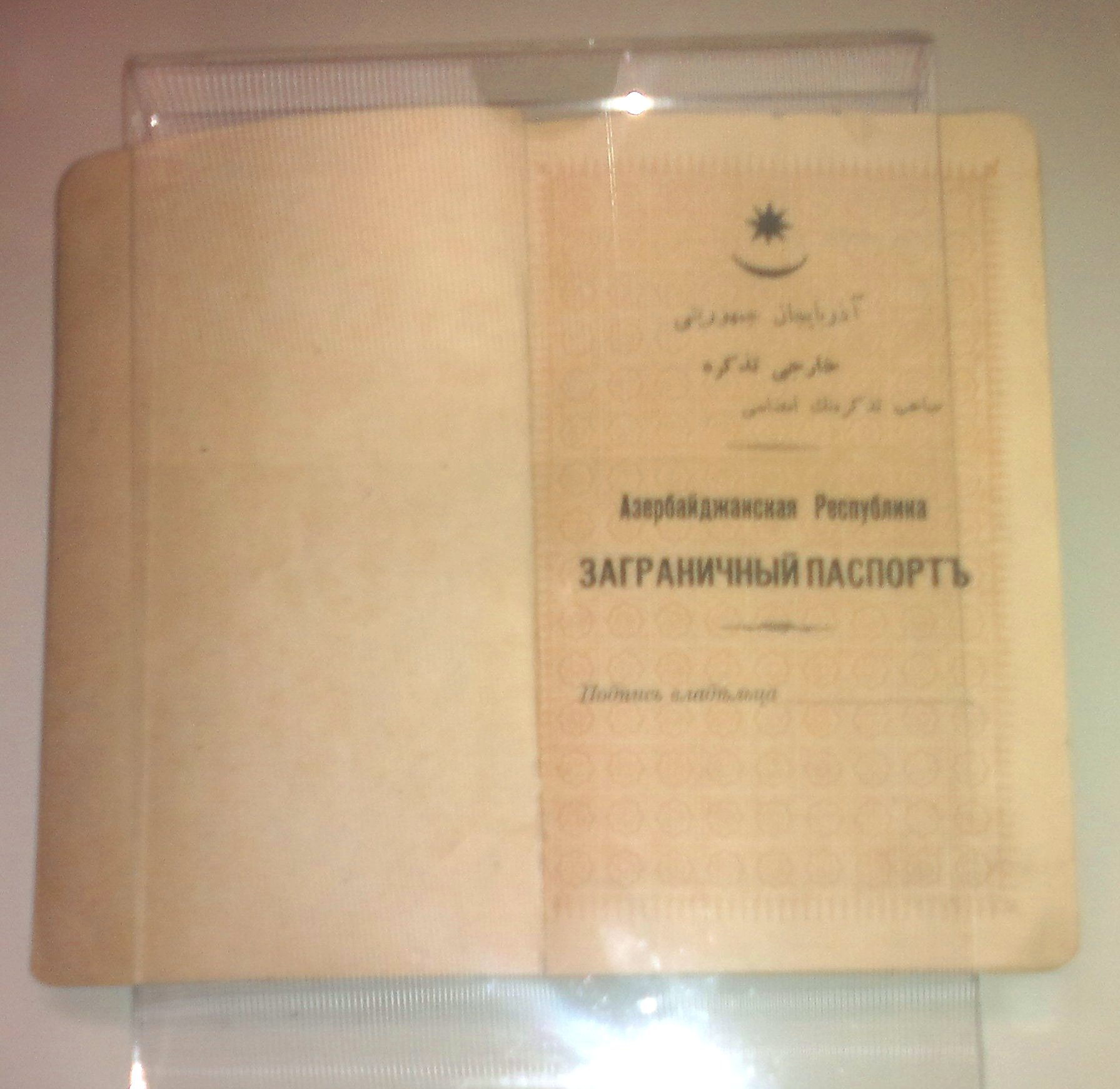
Заграничный паспорт Азербайджанской Демократической Республики
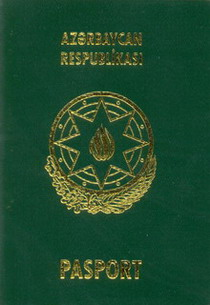
Обложка обычного (не биометрического) паспорта Азербайджанской Республики
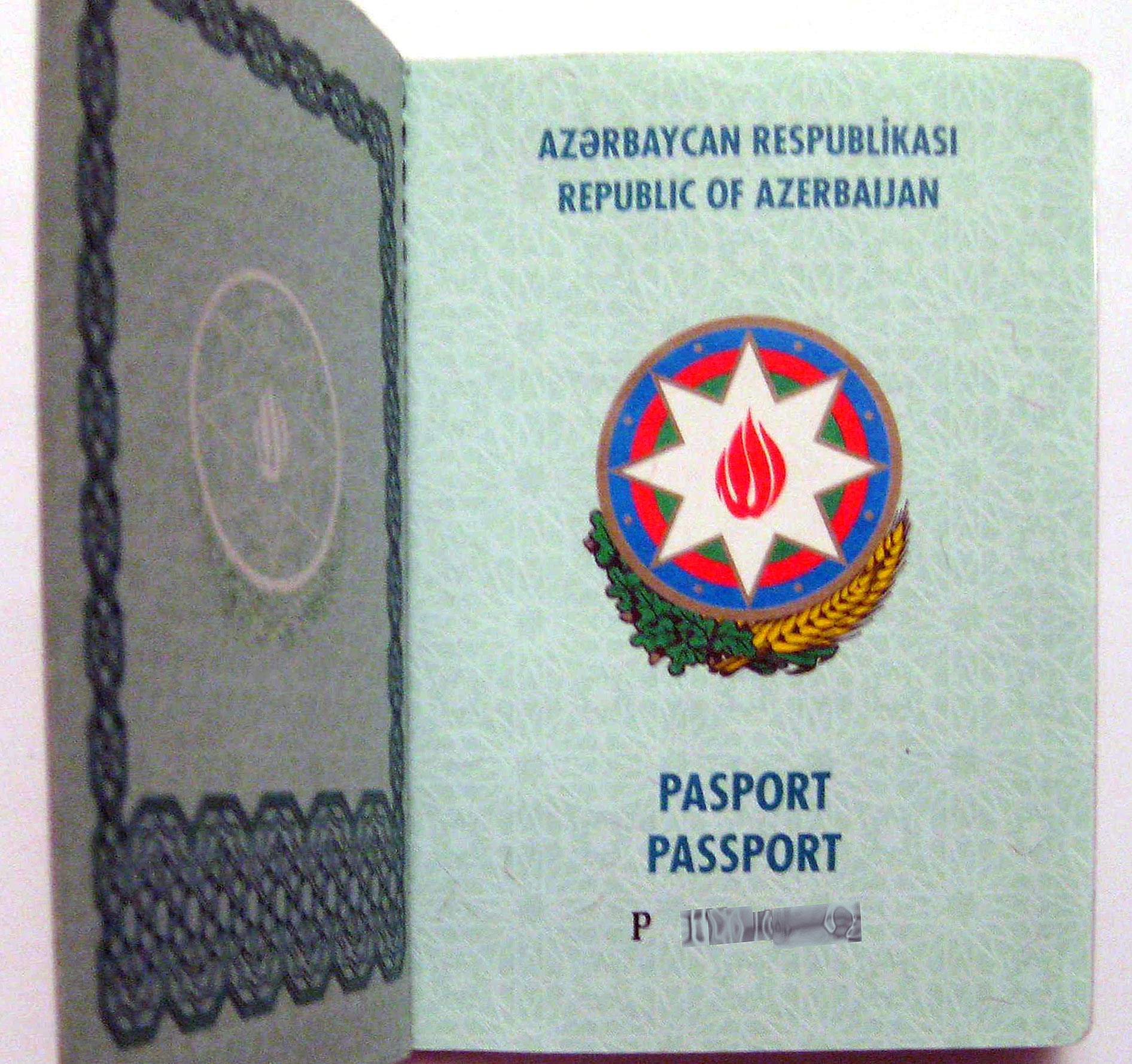
Первая страница обычного (не биометрического) паспорта Азербайджанской Республики

## См.также
- Удостоверение личности гражданина Азербайджана
- Водительское удостоверение в Азербайджане
- Визовые требования для граждан Азербайджана